# 叶绍翁
葉紹翁（？—？），字嗣宗，號靖逸，處州龍泉縣人，南宋詩人。

## 生平
葉紹翁的生卒年皆不詳。自小因家道中落，被祖父李穎士出嗣處州龍泉縣的好友葉篤（葉夢得之孫、葉橩之子）之孫、葉陽爾之子葉昱。葉紹翁屬江湖派詩人，多寫田園風光，富生活情趣，尤善七言絕句，代表作《遊園不值》有“春色滿園關不住，一枝紅杏出牆來”兩句，匠心獨具，富生活情趣。葉紹翁長期隱居錢塘西湖，與葛天民有往來。著有《四朝聞見錄》、《靖逸小集》。